# Tetsuo Hara
Tetsuo Hara (原 哲夫?, Hara Tetsuo; Tōkyō, 2 settembre 1961) è un fumettista e character designer giapponese noto per aver disegnato nel 1983, la serie Ken il guerriero. Successivamente nel 1990, si occupa dei disegni della serie Keiji il magnifico. Entrambe le sue opere magne, sono state pubblicate sulla rivista Shonen Jump di Shūeisha. Successivamente, tutti i diritti delle sue pubblicazioni passano agli editori Shinchôsha & Tokuma Shoten. Insieme all'amico Tsukasa Hōjō..
Soffre di una rara deformazione oculare, detta cornea conica, che lo obbliga a chiudere un occhio per poter disegnare e ritoccare più volte i disegni per correggere gli errori di prospettiva da esso indotta. Grazie a questo lavoro riesce peraltro a ottenere disegni particolarmente dettagliati.
Ha contribuito anche a disegnare il videogame Saturday Night Slam Masters della CAPCOM.

## Biografia

### Infanzia
Molto giovane, è attirato dal mondo del disegno e decide di diventare un artista. All'inizio non è particolarmente interessato dal mondo dei manga, perché trova poco interessante i disegni fissi su fogli di carta. All'età di 9 anni, rivela già di essere un grande animatore in uno dei grandi studi di animazione nipponici (all'epoca in una fase di boom). Trascorre il tempo dei suoi corsi di matematica disegnando personaggi animati sui quaderni del corso e animandoli semplicemente sfogliando a gran velocità le pagine.
Il giovane talento viene poi preso ad un corso in collegio della durata di 6 mesi. È in questo periodo che nei lunghi pomeriggi di inverno comincia a leggere i manga presi in prestito dal suo compagno di stanza. In particolare scopre Tensai Bakabon, scritto da Fujio Akatsuka. Il giovane Tetsuo è stupefatto dal modo in cui l'autore di questo manga riesce a rendere i movimenti fluidi e realistici dei personaggi su un semplice foglio di carta.
Comincia allora l'epopea di questo artista dal dinamico tocco della matita. Fa il suo esordio in una piccola rivista di nome Tenshin Ranman, dalla tiratura di soli 30 esemplari, stampati con l'aiuto di una fotocopiatrice, che crea lui stesso con un gruppo di amici al liceo. In questa rivista, pubblica un breve poliziesco, Gendai no jinsei, ispirato in molti punti allo stile molto caratteristico di Katsuhiro Ōtomo o anche di Modern Life, tratto da un racconto di Shin'ichi. Nello stesso anno decide di inviare i suoi lavori a Takao Yaguchi, autore di Tsurikichi Sanpei. Riesce così a ottenere un breve lavoro di assistente durante l'estate. Infine Yaguchi si disfa di lui dicendo che il suo stile manca ancora di maturità e che deve continuare a esercitarsi.
Dopo questo smacco cocente, il ragazzo lavora in un piccolo ristorante servendo ramen per sopravvivere. Comincia però a seguire i corsi serali della prestigiosa scuola per mangaka di Kazuo Koike "Lone Wolf" (che oggi ha una sede a Ōsaka e si è specializzata nel mondo dell'animazione in generale con una sezione Computer Graphics, che sforna la gran parte dei nuovi assunti dello studio Gonzo).

### Debutto
Nel novembre 1981, dopo essersi diplomato al liceo Hongō, Hara si decide a fare il grande passo e invia il suo manga Gendai no jinsei ad un'importante casa editrice, la Shūeisha. Il suo lavoro finisce nelle mani di Buichi Terasawa, che sembra apprezzare il talento del ragazzo e gli trova un posto di assistente al fianco di Yoshihiro Takahashi (autore di Ginga: Nagareboshi Gin, manga simile a Ken il guerriero) per la durata di circa due anni.
Hara abbandona però presto il suo lavoro di assistente per partecipare alla 33ª edizione del concorso "Fresh Jump" per giovani talenti organizzato dalla Shūeisha, con il suo manga Super Challenger, dedicato all'universo della boxe. Vince, e tenta l'avventura solitaria ad agosto del 1982 con il suo primo titolo ufficiale, Mad Fighter, evidente omaggio al suo eroe preferito Mad Max, in un volume della rivista principale della Shūeisha, il settimanale Shōnen Jump. Mad Fighter può essere considerato il predecessore ideale di Hokuto no Ken, poiché è in effetti in Mad Fighter che egli elabora i molti temi che raggiungeranno l'apice nel suo capolavoro. Tuttavia, il successo manca a questa opera di giovinezza. Gli fa seguito la simpatica storia di Crash Hero, pubblicata nel numero 43 del 1982 di Shōnen Jump, una sorta di prologo al successivo lavoro.
Il primo manga di Tetsuo Hara a essere raccolto in tankōbon, Iron no Don Chisciotte narra la storia di un giovane ed eroico pilota di moto-cross, in qualche modo simile a Michel Vaillant in versione nipponica.

### Successo
L'autore è nondimeno ben deciso a cominciare un'altra storia e lavora su un episodio introduttivo della sua nuova opera, Hokuto no Ken. Due storie complete, pubblicate in un numero speciale dello Shōnen Jump di aprile 1983, raccontano l'adolescenza di Kenshirō Kasumi prima dell'olocausto. Il lavoro è molto apprezzato dal pubblico della Shūeisha, e questa decide di lasciargli sviluppare la storia affiancandogli Buronson, che si sarebbe occupato della sceneggiatura. Il successo è folgorante. Rapidamente adattato in un anime l'11 ottobre 1984, la serie riscuote successo anche in questo formato. L'avventura dura fino al 1989, e il giovane artista si separa dallo sceneggiatore. Cyber Blue, il suo manga seguente, sceneggiato da Rūichi Mitsui basato su una storia di BOB, è un nuovo successo, ma riscuote anche vive critiche a causa del suo carattere eccessivamente violento. Abbandona il progetto al quarto volume per dedicarsi a un nuovo grande successo, Hana no Keiji, sceneggiato da Mio Asō e basato sull'opera di Keiichirō Ryū, un celebre romanziere giapponese che pubblicava soprattutto romanzi basati su una sua concezione rivoluzionaria della storia giapponese. Nei successivi dieci anni, Tetsuo Hara si baserà sulle opere di Ryū per creare i suoi manga (oltre a Hana no Keiji, anche Kagemusha Tokugawa Ieyasu, sceneggiato da Shō Aikawa, e Sakon Sengoku Fūroku, sceneggiato da Shingo Nihashi).

### Ritorno
È nel 2001, dopo qualche one-shot, che Tetsuo Hara, che ormai ha 40 anni, ritrova Buronson (il cui ruolo è però limitato alla supervisione dello scenario) per un prequel molto atteso di Hokuto no Ken: Sōten no Ken (in Italia "Ken il guerriero: Le origini del mito"), pubblicato nel mensile da poco creato Bunch Comics. È la prima volta dopo Hana no Keiji che Hara supera i 6 volumi. Il successo non delude le aspettative.
Sōten no Ken è giunto al 32º volume, e oltre a questo Hara continua a occuparsi di Hana no Keiji, per il quale ogni mese disegna la copertina della nuova edizione a colori.
È inoltre diventato anche un uomo d'affari da quando ha acquistato i diritti delle sue serie, ed ha aperto (a luglio 2005) uno studio d'animazione con il suo precedente editore Nobuhiko Horie (attuale presidente di COAMIX); il suo nuovo studio, la North Star Picture, ha animato Angel Heart (seguito di City Hunter) del suo amico Tsukasa Hōjō (il cui editore è COAMIX) ma soprattutto una serie di OAV e film su Hokuto no Ken a partire dalla primavera del 2006. Hōjō ha poi restituito il favore ad Hara, contribuendo alla realizzazione di Reina, un personaggio nuovo non presente nella storia originale di Hokuto no Ken.

### Altre attività
La carriera di Hara non è solamente limitata al mondo dei fumetti, ed in particolare è stato illustratore per diversi romanzi, illustratore e character designer di videogiochi e autore di "storie brevi" per il suo editore di sempre, la Shūeisha.
Ha cominciato queste "storie brevi" nei numeri 5 e 6 del settimanale Shōnen Jump del 1993, all'interno di una storia intitolata Shokugyō Kyōshu ~Zhi Ye Xiong Shō~ ("Professione assassino - Zhi Ye Xiong Shō"), un lavoro pubblicato in due fascicoli da 15 pagine su uno strano assassino mercenario di Hong Kong, basato su una storia originale di Arimasu Ōsawa. Continuando il suo lavoro abituale di mangaka ha sceneggiato e disegnato Kaen no shō, una storia breve di 55 pagine comparsa nello Spring Special della Shūeisha, in cui hanno contribuito tutti i grandi artisti della casa editrice; la storia narra le avventure di Shō, un ragazzo allievo di un grande maestro cinese e i cui genitori sono stati assassinati.
Poco tempo dopo, nel numero 43 di Shōnen Jump del 1996, lancia un'altra sua piccola storia: Kiseki moyuru toki, una storia di 47 pagine su un principe la cui amata è stata rapita dal Signore della luna. Questa storia è, come Mad Fighter lo era stato per Hokuto no Ken, un prologo a Aterui The Second. La sua ultima storia breve si chiama Chase ~tsuiseki~, una storia di ambientazione militare il cui sceneggiatore, Yoshiyuki Okamura, non è altro che un nome d'arte di Buronson; i due si sono infatti ritrovati nel 1997 per alcune storie brevi di 40 pagine pubblicate nel numero 2 di Manga-Allman.
La carriera di Hara non si ferma a così tanto, perché ha anche lavorato a due romanzi, di cui il primo è una serie di 4 volumi, Kō ryū no mimi, pubblicato dal 1991 al 1993 tra le Jump Novels della Shūeisha. Come già nella sua prima storia breve, Tetsuo Hara ha collaborato con Arimasu Ōsawa per la sceneggiatura di questa storia, quella di un agente segreto inviato in India per indagare su un losco affare d'oppio.
Il secondo, invece, è molto più personale (sebbene si tratti ancora di una collaborazione con Buronson), perché è Jubaku no machi, un romanzo su Hokuto no Ken in veste di conclusione alla celebre saga, pubblicato nel 1996 sempre dalla Shūeisha. Nel 2003, lo studio ACGT ne ha adattato il contenuto in 3 OAV, poco apprezzati dai fan.
Tetsuo Hara ha anche lavorato nel 1993 al gioco Muscle Bomber di Capcom. Ha disegnato le varie illustrazioni del gioco ma ha anche curato il character design.
Ultimamente Tetsuo Hara è entrato anche nel mondo della regia dirigendo il cortometraggio Hokuto no Ken: Legend of Heroes per la Fuji Television Network Inc. Quest'opera racconta la battaglia finale tra Ken e Raoul, cercando di riprodurla in tutta la sua spettacolarità grazie all'uso della computer grafica.

## Opere

### Manga

#### Serie
| Titolo                                                                                                | Rivista             | Data di pubblicazione | Volume |
| --- | ------------------- | --------------------- | ------ |
| The Iron Don Quijote (鉄のドンキホーテ?, Tetsu no Don Kihōte)                                         | Weekly Shōnen Jump  | 1982–1983             | 2      |
| Ken il Guerriero (北斗の拳?, Hokuto no Ken)                                                           | Weekly Shōnen Jump  | 1983–1988             | 27     |
| Cyber Blue (ＣＹＢＥＲブルー?)                                                                        | Weekly Shōnen Jump  | 1988–1989             | 4      |
| Keiji il magnifico (花の慶次 －雲のかなたに－?, Hana no Keiji -Kumo no Kanata ni-)                    | Weekly Shōnen Jump  | 1990–1993             | 18     |
| Kagemusha Tokugawa Ieyasu (影武者徳川家康?)                                                           | Weekly Shōnen Jump  | 1994–1995             | 6      |
| Ryūsei il temerario (猛き龍星?, Mō ki Ryūboshi)                                                       | Weekly Shōnen Jump  | 1995                  | 3      |
| Sakon - Sengoku Fūunroku- (SAKON －戦国風雲録－?)                                                     | Weekly Shōnen Jump  | 1997–2000             | 6      |
| Hydra (九頭龍?, Hyudora)                                                                              | Manga Allman        | 1997–1998             | 1      |
| Kōkenryoku Ōryō Sōsakan Nakabō Rintarō (公権力横領捜査官 中坊林太郎?)                                 | Bart 3230           | 1998–2000             | 2      |
| Aterui the Second (阿弖流為Ⅱ世, Aterui Nisei?)                                                        | Monthly Gotta       | 2000                  | 1      |
| Ken il Guerriero - Le origini del mito (蒼天の拳?, Sōten no Ken)                                      | Weekly Comic Bunch  | 2001–2010             | 22     |
| La Leggenda di Oda Saburo Nobunaga (いくさの子 織田三郎信長伝?, Ikusa no Ko: Oda Saburō Nobunaga Den) | Monthly Comic Zenon | 2010–2022             | 20     |

#### One-shots
| Titolo                                                       | Magazine                     | Data di pubblicazione                     |
| ------------------------------------------------------------ | ---------------------------- | ----------------------------------------- |
| Super Challenger (スーパーチャレンジャー?)                   | Weekly Jump: Special Edition | 1982/4/10                                 |
| Mad Fighter (マッドファイター?)                              | Fresh Jump                   | 1982/10                                   |
| Crash Hero (クラッシュヒーロー?)                             | Weekly Jump                  | 1982 (No. 43)                             |
| Hokuto no Ken (北斗の拳?) (episodio pilota)                  | Fresh Jump                   | 1983/04                                   |
| Hokuto no Ken II (北斗の拳Ⅱ?) (episodio pilota)              | Fresh Jump                   | 1983/06                                   |
| Zhí Yè Xiōng Shǒu (職業兇手?, Jī Ie Shon Shō)                | Weekly Jump                  | 1993 (No. 5-6)                            |
| Kaen no Shō (火焔の掌? "The Hands of Flames")                | Weekly Jump Spring Special   | 1995                                      |
| Kiseki Moyuru Toki (輝石燃ゆる時? "When The Pyroxene Burns") | Weekly Jump                  | 1996 (No. 43)                             |
| Chase (追撃?, Cheisu)                                        | Manga Allman                 | 1997 (No. 2)                              |
| Hokuto no Ken: Last Piece (北斗の拳−LAST PIECE−?)            | Comic Zenon                  | Maggio 2013 (Part 1) Giugno 2013 (Part 2) |

### Illustrazioni, Videogiochi, Character Designer e Opere Varie
- Kōryū no Mimi (1991–1993)
- Ichimu An Fūryū Ki (1992)
- Hokuto no Ken: Jubaku no Machi (1995)
- Miyamoto Musashi (2013)
- Saturday Night Slam Masters (マッスルボマー ザ・ボディー・エクスプロージョン|Massurubomā za bodī ekusupurōjon) (1993)
- Ring of Destruction: Slam Masters II (スーパーマッスルボマー|Sūpāmassurubomā) (1993)
- Forest Warrior Bonoron (森の戦士ボノロン|Mori no Senshi Bonolon) (2006)
- Thank you muscle! (いただきマッスル!|Itadaki massuru!) (2006-2007)